# Cyberattaque de 2016 contre Dyn

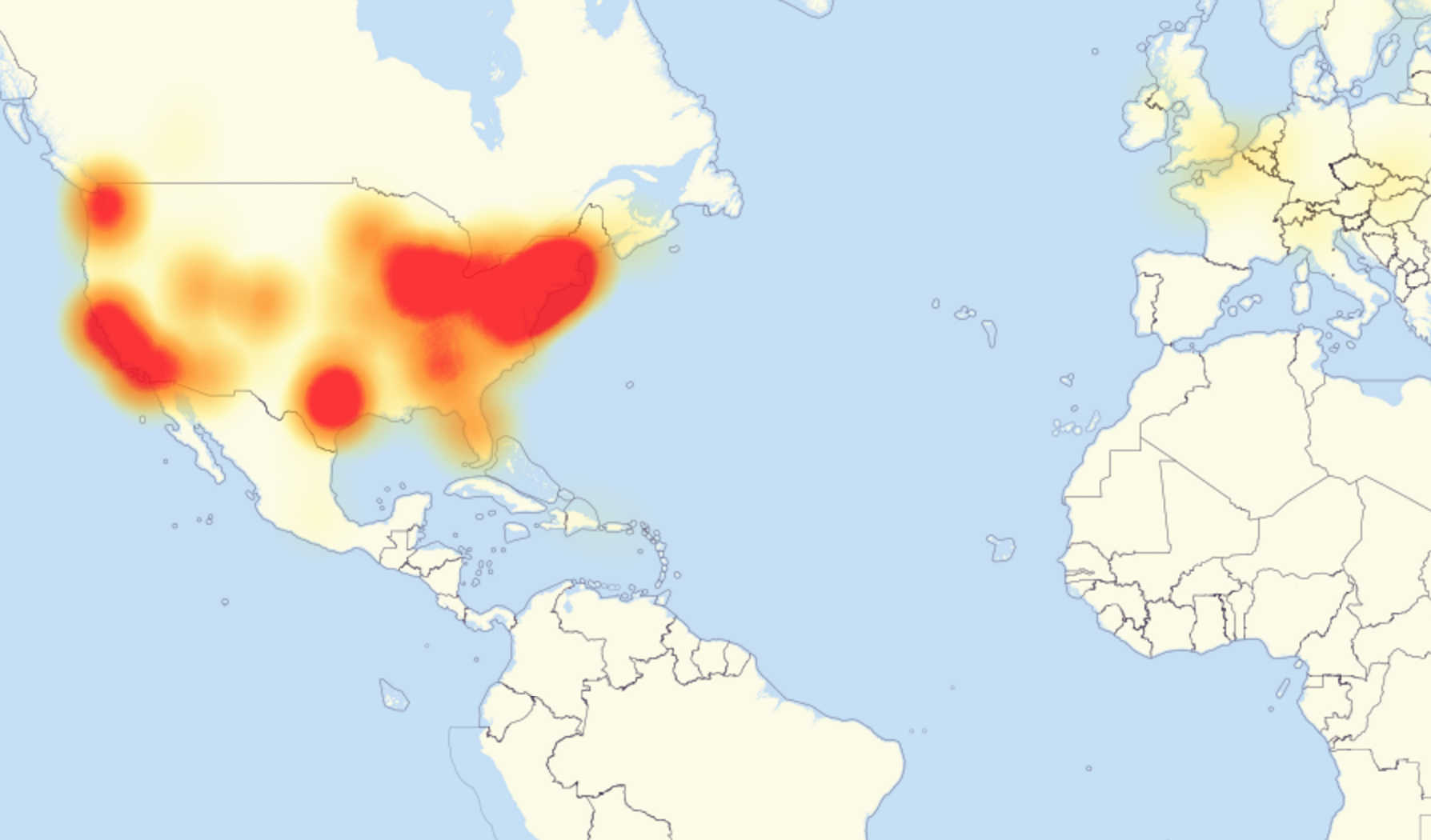
Carte des zones les plus touchées par l'attaque le 21 octobre à 11h45

La cyberattaque de 2016 a eu lieu le 21 octobre 2016 et implique une attaque par déni de service massive (DDoS) de plus d’un téraoctet par seconde visant le service Dyn Managed DNS. De nombreux sites qui utilisent ce service (différent de DynDNS), tels que Twitter, EBay, Netflix, GitHub, PayPal, sont inaccessibles pendant une dizaine d'heures (de 7 h UTC à environ 17 h UTC). Les attaquants se sont servis d'objets connectés piratés (comme des caméras de surveillance) infectés par le logiciel malveillant nommé Mirai pour relayer le flux de paquets massif,. Le département de la Sécurité intérieure des États-Unis a lancé une enquête. Le groupe d'hacktivistes baptisé New World Hackers a revendiqué les attaques sur Twitter le 22 octobre. D'après la société de sécurité informatique FlashPoint, cette attaque pourrait bien être l'œuvre de hackers amateurs. 

## Services affectés
- Airbnb[9]
- Amazon.com[10]
- Ancestry[11],[12]
- The A.V. Club[13]
- BBC[12]
- The Boston Globe[9]
- Box[14]
- Business Insider[12]
- CNN[12]
- Comcast[15]
- CrunchBase[12]
- DirecTV[12]
- The Elder Scrolls Online[12],[16]
- Electronic Arts[15]
- Etsy[9],[17]
- FiveThirtyEight[12]
- Fox News[18]
- The Guardian[18]
- GitHub[9],[15]
- Grubhub[19]
- HBO[12]
- Heroku[20]
- HostGator (en)[12]
- iHeartRadio[11],[21]
- Imgur[22]
- Indiegogo[11]
- Mashable[23]
- National Hockey League[12]
- Netflix[12],[18]
- The New York Times[9],[15]
- Overstock.com[12]
- PayPal[17]
- Pinterest[15],[17]
- Pixlr[12]
- PlayStation Network[15]
- Qualtrics[11]
- Quora[12]
- Reddit[11],[15],[17]
- Roblox[24]
- Ruby Lane (en)[12]
- RuneScape[11]
- SaneBox (en)[20]
- Seamless (en)[22]
- Second Life[25]
- Shopify[9]
- Slack[22]
- SoundCloud[9],[17]
- Squarespace[12]
- Spotify[11],[15],[17]
- Starbucks[11],[21]
- Storify (en)[14]
- Tumblr[11],[15]
- Twilio[11],[12]
- Twitter[9],[11],[15],[17]
- Verizon Communications[15]
- Visa[26]
- Vox Media[27]
- Walgreens[12]
- The Wall Street Journal[18]
- Wikia[11]
- Wired[14]
- Wix.com[28]
- WWE Network[29]
- Xbox Live[30]
- Yammer[22]
- Yelp[12]
- Zillow[12]